# Zvonar
Zvonar je priimek več znanih Slovencev:
- Alenka Zvonar Pobirk (*1980), farmacevtka
- Dejan Zvonar (*2001), fotograf
- Darka Zvonar Predan (*1955), novinarka
- Ludvik Zvonar, veteran vojne za Slovenijo
- Zofija Zvonarjeva, umetniško ime Zofije Borštnik